# Иоан Водэ Лютый
Иоан Водэ Грозный (Иоанн Водэ Лютый, Иван Лютый; молд. Ион Водэ (Армеанул); 1521—1574) — господарь Молдавского княжества с февраля 1572 года по июнь 1574 года. 
Дмитрий Кантемир упоминает его под именем Иоан Армянин, в другом источнике он указан как некий Иоанн, названный Армянином, или Жестоким, который, как предполагают, был незаконным сыном Стефана Младшего. С XVI столетия шла беспрерывная борьба соседних государств между собою за обладание прекрасным краем Волохским. Иоанн Грозный поднял восстание против турецкого султана, у которого находился в вассальной зависимости, но был взят в плен, благодаря измене ненавидевших его молдавских бояр, и подвергнут мучительной казни.

## Биография
О происхождении и юности Иоана Водэ известно довольно мало. В разных источниках его называли молдаванином, поляком, армянином. Есть версия, что он был сыном господаря Стефана IV (по другой версии, он был сыном Богдана сына Стефана III Великого), рождённым от армянки Серпеги, за что и получил прозвище «Арманул».
До занятия молдавского престола он много путешествовал, был в Польском королевстве, столице Оттоманской империи Константинополе, Русском царстве, Греции. Из грамоты Ивана IV к Иоану Водэ Лютому от мая 1574 года известно, что около 1566 года Иоан Водэ жил в России и был там женат (на Марии, дочери князя Симеона Ростовского), состоял на службе у царя. Позже, уже будучи господарём, Иоан Водэ пытался вывести из России жену и дочь, однако они погибли во время эпидемии.
Иоан сопровождал в качестве переводчика посла Польского королевства к османам в Константинополь, там он занял должность драгомана Порты. Султан, узнав, что сёстры Богдана Лэпушняну замужем за поляками, а советники молдавского двора тоже польского происхождения, лишил Богдана трона и назначил вместо него Иоана Водэ, доставив его в Сучаву с турецкими войсками, в другом источнике указано что получив от султана грамоту, утверждающую его в правах на молдавский престол, он собрал войско из турок и наёмников фессалийских, прибыл в Яссы и торжественно вступил на престол в конце 1571 года. Бояре признали нового господаря, однако его жёсткая политика вызвала их ненависть. Иоан без пощады расправился с участниками нескольких заговоров, конфисковывал имущество изменников, подвергал их пыткам, казнил.
Иоан Лютый выплачивал Порте большую ежегодную дань в 35 тысяч золотых. Развивал торговлю с соседними странами, начал чеканить молдавские медные монеты со своим изображением на лицевой стороне и надписью «Отец молдавский», а на обратной — герб страны, год (1573) и надпись «Акче херегие Молдовей». Он также перенёс столицу из Сучавы (недалеко от границы с Польшей) в Яссы (центр Молдавии).
Вёл активную внешнюю политику. В 1572 году умер польский король Сигизмунд II Август, а новый король должен был быть избран на специальном сейме всей шляхты. В борьбе за польскую корону приняли участие немецкий принц Эрнест, французский принц Генрих Валуа, воевода Стефан Баторий и Иван Грозный. Иоан Водэ через своих послов активно поддерживал Ивана Грозного, однако потерпел неудачу, и королём был избран Генрих Валуа. Польша осталась союзником Оттоманской империи и, следовательно, противником его вассала Молдавского княжества (господарства).
Отношения между центром (Турцией) и провинцией (Молдавией) обострились, и в 1574 году, когда турки потребовали удвоения дани, Иоан Водэ отказался и начал готовиться к войне. Он рассчитывал на поддержку широких народных масс. Освободительный характер войны позволил созывать так называемое «большое войско» и призывать в армию крестьян. Господарь пытался получить помощь и из соседних стран. Новый польский король не желал разрывать отношения с Оттоманской империей (Турцией), однако отдельные польские феодалы, недовольные политикой своего короля, обещали прислать вспомогательные отряды. Запорожские черкасы прислали отряд численностью в 1200 человек во главе со Свирговским, прибывший в Сучаву 20 марта 1574 года.
Турецкий султан назначил господарём Петра Хромого, и весной 1574 года он вместе с братом Александром, господарём Валахии, во главе турецко-валашского и венгерского войск вступили в Молдавское княжество. Однако Иоан Водэ Лютый уже был готов к отпору. Молдавская армия была хорошо подготовлена, в наличии было много пушек. Господарь направил ворника Думбраву с 900 конниками и казаками навстречу врагу. Неприятельское войско состояло из 70 тыс. солдат Валахии, 30 тыс. турок и 3 тыс. венгров. У села Жилиште (вблизи Фокшан) молдавско-казацкий отряд неожиданно напал на врага, подоспел и господарь с остальными силами, в результате турецкие войска были разгромлены, а Иоану Водэ досталась огромная добыча. Молдавско-казацкое войско двинулось дальше и заняло Бухарест, потом направилось к Брэиле, разгромило турецкий вспомогательный отряд, сожгло город, но не смогло захватить замок.
Далее военные действия были перенесены в Буджак (Буджакскую орду), где находились турецкие опорные пункты в Молдавии. Так казаки разгромили большой турецко-татарский отряд, пошли на Бендеры, заняли посад, но крепость устояла. Вблизи крепости был уничтожен и 10-тысячный турецкий отряд, посланный на подмогу турецкому гарнизону. К Бендерам, по Днестру, на 25 лодках прибыли 600 казаков, присланные из Польши, во главе с Покотило. Иоан Водэ поручил им занять Аккерман. Казаки взяли посад, но цитадель устояла, так как у казаков не было снаряжения для штурма стен крепости. С большой добычей отряд вернулся обратно.
Турки собрали новое войско и пошли на Молдавию с юга, с востока вторглись их союзники — татары. В это время в кругах молдавского боярства из-за недовольства его политикой по укреплению центральной власти назрел заговор. Во время военных действий было очень важно не допустить переправы турок через Дунай. Наиболее удобным считался Облучиский брод у Исакчи. Для остановки турок сюда был послан молдавский отряд во главе с боярином Иеремией Чарнавич, но он пошёл на сговор с врагом и за взятку в 30 тыс. галбен допустил переправу и ложным донесением ввёл в заблуждение командование. Дезинформированное о численности войск противника, 35-тысячное молдавско-казацкое войско направилось к Дунаю.
10 июля 1574 года произошло сражение у Кагульского озера. Силы турок сильно превосходили молдавское войско. Перед сражением бояре-предатели перешли на сторону турок. Молдавское войско было вынуждено отступить. В долине у села Рошканы произошла новая битва. Молдавско-казацкое войско три дня сопротивлялось в полном окружении. В итоге, Иоан Водэ решил сдаться на условиях сохранения жизни себе и своим воинам, однако турецкий паша казнил господаря. Иоан Водэ Лютый был обезглавлен, тело его привязали к четырём верблюдам и разорвали на части. Был убит и запорожский гетман Иван Свирговский. Подобная участь постигла и многих рядовых воинов.
Новым правителем Молдавского княжества стал Пётр VI Хромой, а страна была разграблена татарами так, что память об этом сохранилась в течение многих лет. Особенно пострадало Пруто-Днестровское междуречье.

## Память
- В 1995 году была выпущена почтовая марка Молдовы, посвященная Иоану Водэ Лютому.
- В 2015 году Молдавская рок-группа Che-MD написала песню посвящённую Иоану Водэ Лютому. https://www.youtube.com/watch?v=r2uj_tO785c